# Aterro industrial

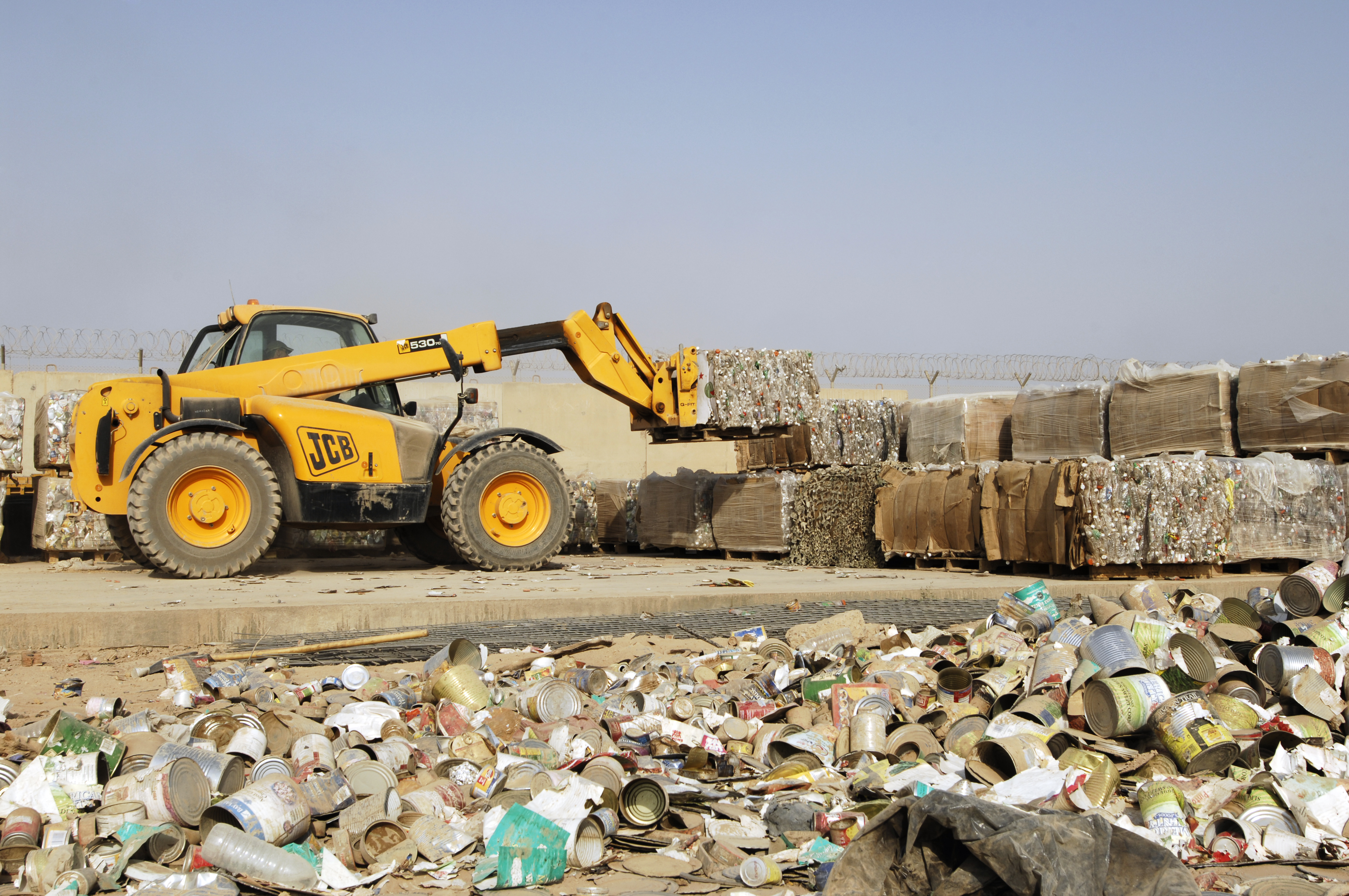
Manuseio de lixo compactado

Aterro Industrial é um  local de destinação final de resíduos sólidos produzidos por indústrias.
A instalação de um aterro deste tipo é regido por legislação própria que tem por objetivo diminuir os impactos ambientais. Para tanto, sistemas de impermeabilização, drenagem, tratamento de gases e efluentes são imperativos.
Dependendo do local onde for instalado, caso haja lencóis hídricos próximos, o monitoramento é exigido também.
A classificação é dada como classe I ou II, dependendo do tipo de resíduo.
O órgão responsável, no Brasil, pelo licenciamento e pela fiscalização dos serviços é o Instituto Estadual de Meio Ambiente - IEMA do estado em que o aterro foi instalado. Normas registradas na ABNT regem esse serviço e dão respaldo ao órgão público para aplicar a lei.